# Ljady

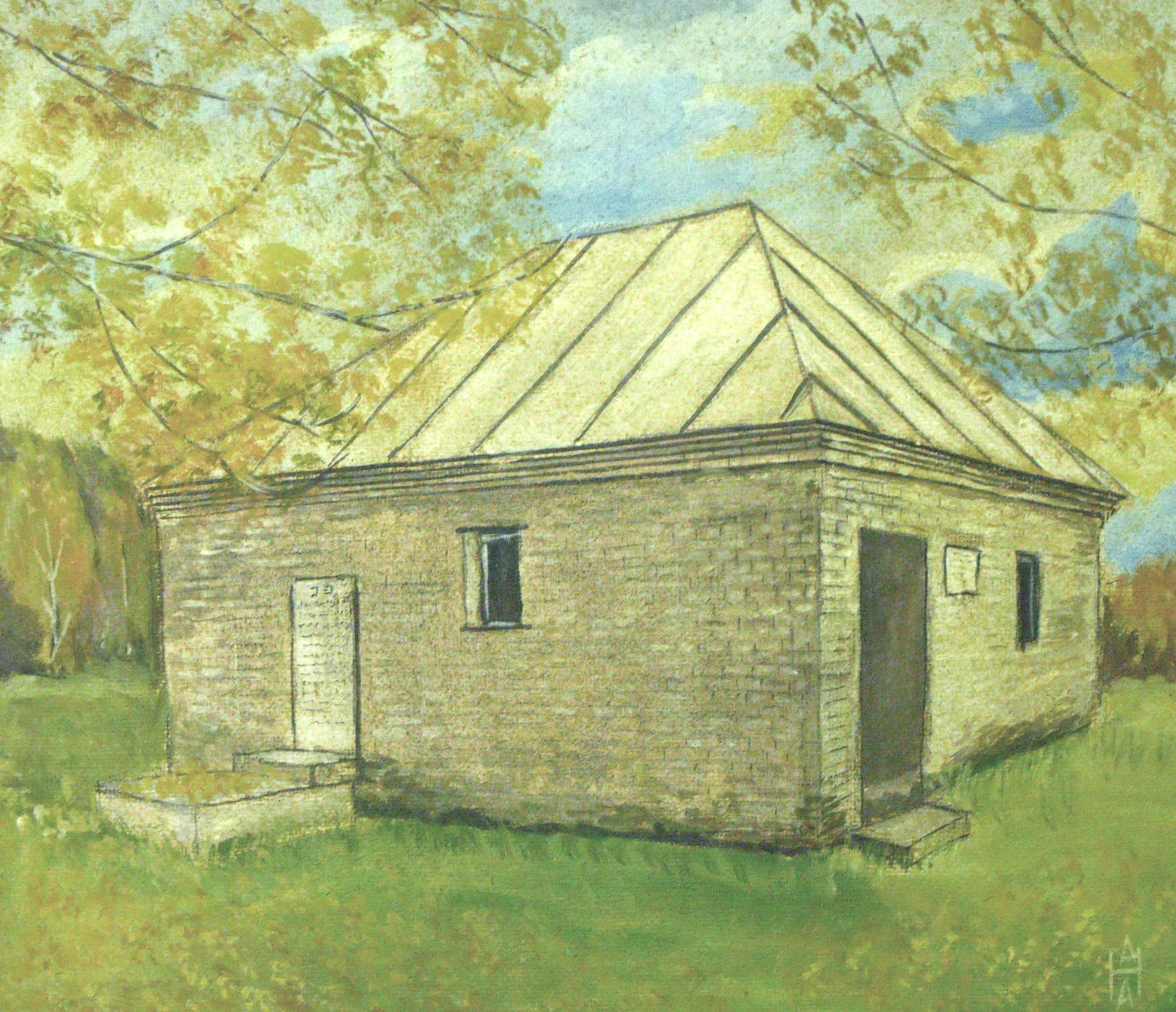
Ljady, jüdischer Friedhof, Grab Schneerson. Künstler A. Nalivayev.

Ljady (belarussisch Ляды) ist ein Weiler im Rajon Dubrouna (Wizebskaja Woblasz), Belarus.

## Lage und Umgebung
Ljady befindet sich an der Verbindungsstraße zwischen Moskau und Warschau. Der Ort befindet sich beim Fluss Mereja, der einst die Grenze zwischen Russland und Polen und später zwischen der RSFSR und Belarus bildete.

## Geschichte
Ljady wurde im 17. Jahrhundert gegründet. Seit dem achtzehnten Jahrhundert lebten Juden in Ljady. Der Ort bildete ein Zentrum des Chabad-Chassidismus, als Schneur Salman von Ljady nach einer Einladung von Prinz Stanisław Lubomirski, Woiwode der Stadt, um 1800 dort hinzog. Er verließ die Stadt im Jahre 1812, als Napoleon anrückte.
In der Zeit der UdSSR wurde ein jiddische Schule in der Stadt eingerichtet, aber 1938 geschlossen. Eine jüdische Kolchose (Naye Lebn) wurde in der Umgebung der Stadt gegründet, bei der viele Juden von Ljady arbeiteten. Im Januar 1939 lebten 897 Juden in Ljady. Der Ort wurde am 18. Juli 1941 von der deutschen Wehrmacht besetzt. Im März 1942 wurden alle Juden Ljadys, zusammen mit Juden aus der Umgebung, in das Ghetto von Ljady gebracht, das um die örtliche Schule angelegt wurde. Das Ghetto wurde mit dem Stacheldraht umgeben und von deutscher und weißrussischer Polizei bewacht. Nichtjuden war es verboten, sich in der Nähe des Gettos aufzuhalten. Niemand durfte das Ghetto verlassen, außer Juden, die an der örtlichen Kolchose oder als Totengräber arbeiteten. Mehrere Gettoeinwohner schafften es zu flüchten und sich den Partisanen anzuschließen. Als Anfang April 1942 das Ghetto liquidiert wurde, lebten dort noch 1 800 Juden. Sie wurden von 2. bis zum 5. April 1942 auf die andere Seite des Flusses Mereya gebracht. Dort wurden sie – nackt an einem Panzerabwehrgraben stehend – erschossen. Nur fünf Juden aus Ljady überlebten.
Ljady – von der Roten Armee am 8. Oktober 1943 befreit – gehörte zu den ersten Städten, wo ein jüdisches Massengrab entdeckt wurde. Daraufhin erschien im Oktober 1943 ein Artikel über den Massenmord in der Zeitung Krasnoarmeiskaia Pravda. Die jüdische Herkunft der Opfer blieb in dem Zeitungsartikel jedoch unerwähnt. In den 1960er Jahren sammelten Verwandte der ermordeten Juden Geld, um eine Gedächtnisstätte zu errichten. Das Denkmal wurde in Leningrad geschaffen und am 19. Juni 1966 am Massengrab aufgestellt. Bei der Einweihung des Denkmals waren 250 jüdische Verwandte anwesend. Die örtliche Verwaltung untersagte dabei, die jüdische Herkunft der Opfer auf dem Gedenkstein festzuhalten.
Nach dem Krieg lebte Lev Erenburg als einziger Jude in Ljady. Obwohl er Absolvent der Leningrader Universität war, konnte er infolge Stalins antisemitischer Kampagnen von 1948 bis 1953 keine Arbeit finden. Deswegen zog er Ende der 1940er Jahre nach Ljady, wo er als Geschichtslehrer arbeitete. Erenburg versuchte, die Geschichte der Juden von Ljady in einem Museum in der örtlichen Schule darzustellen.

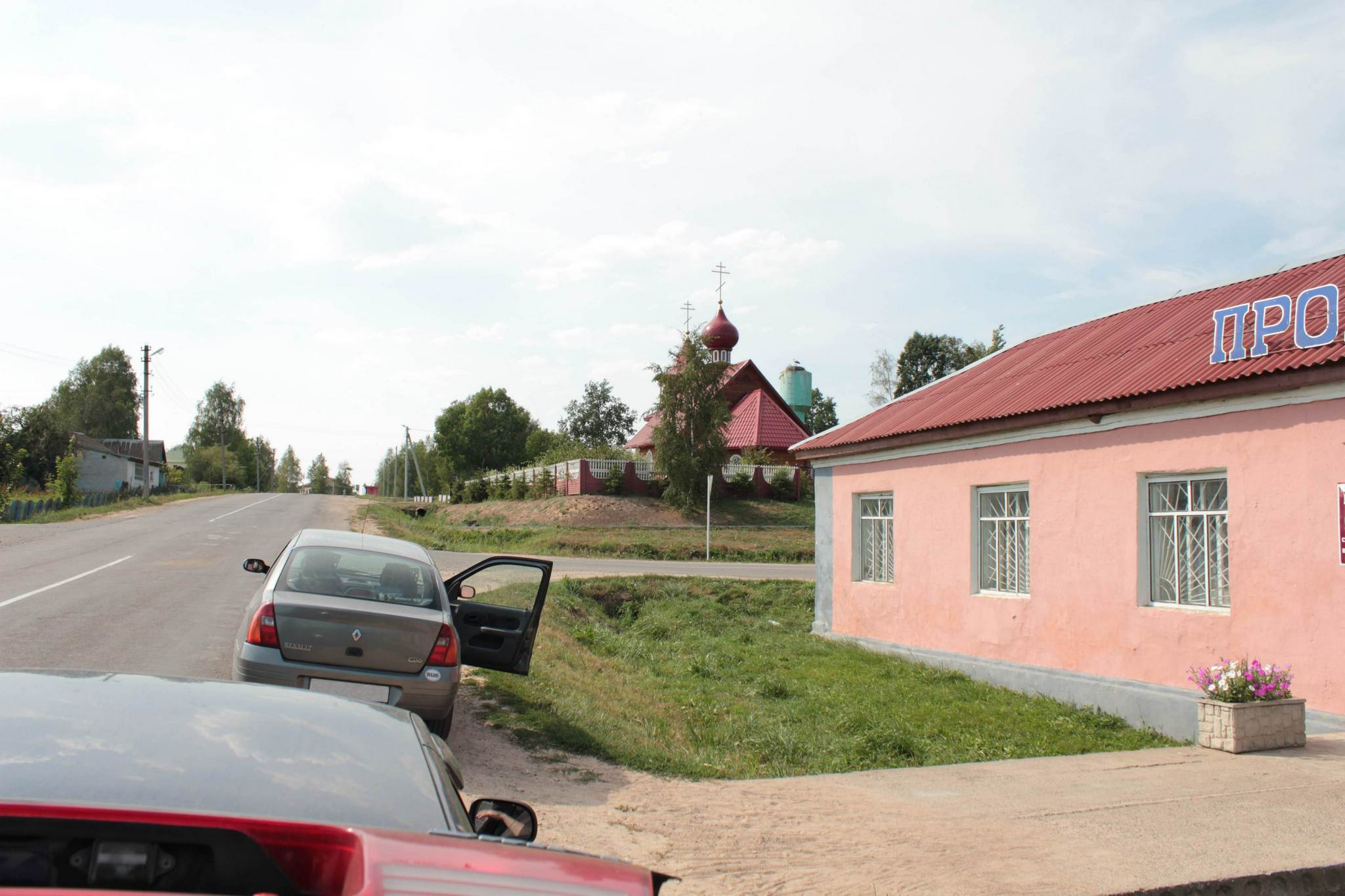
Ljady, Blick auf Kirche
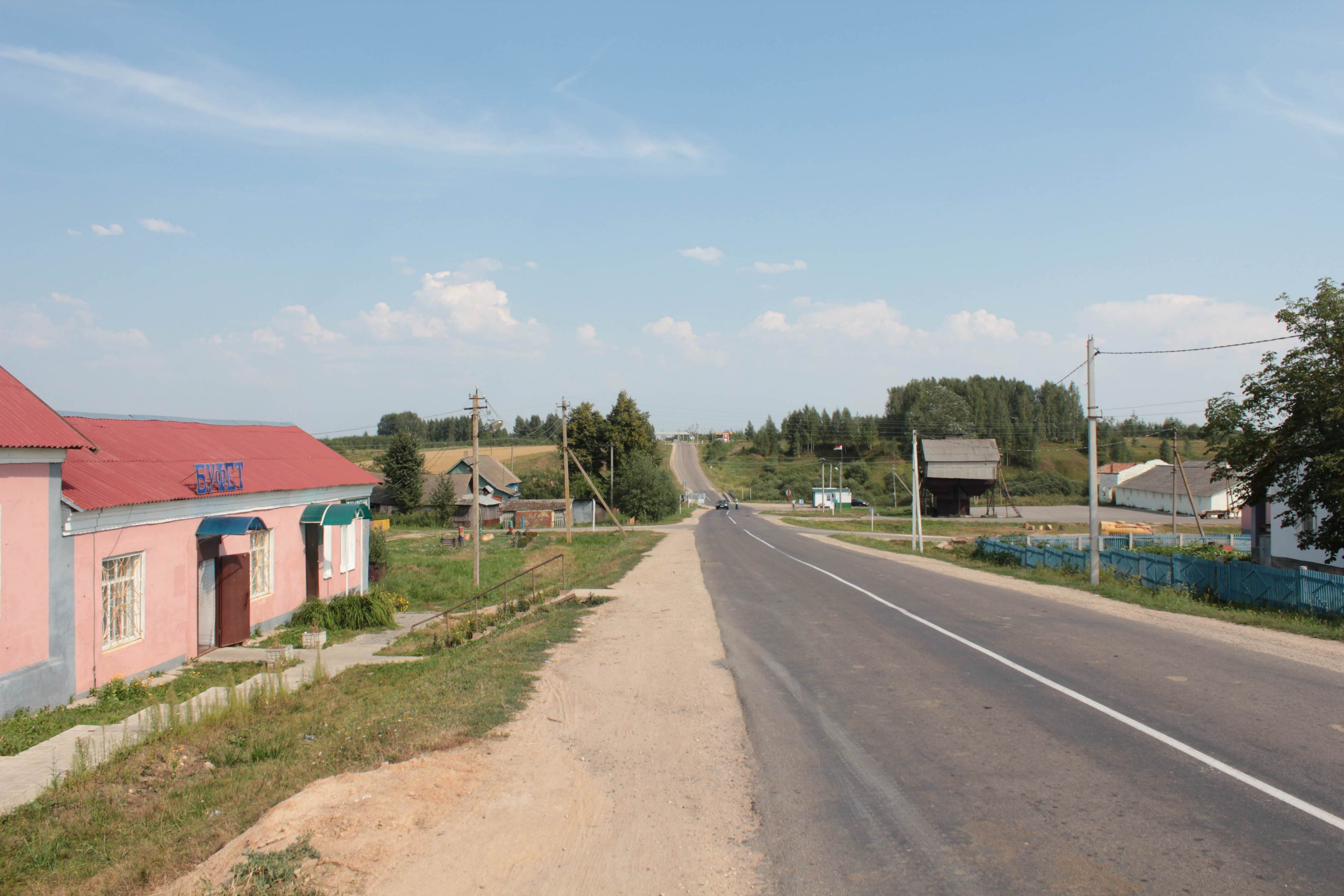
Ljady
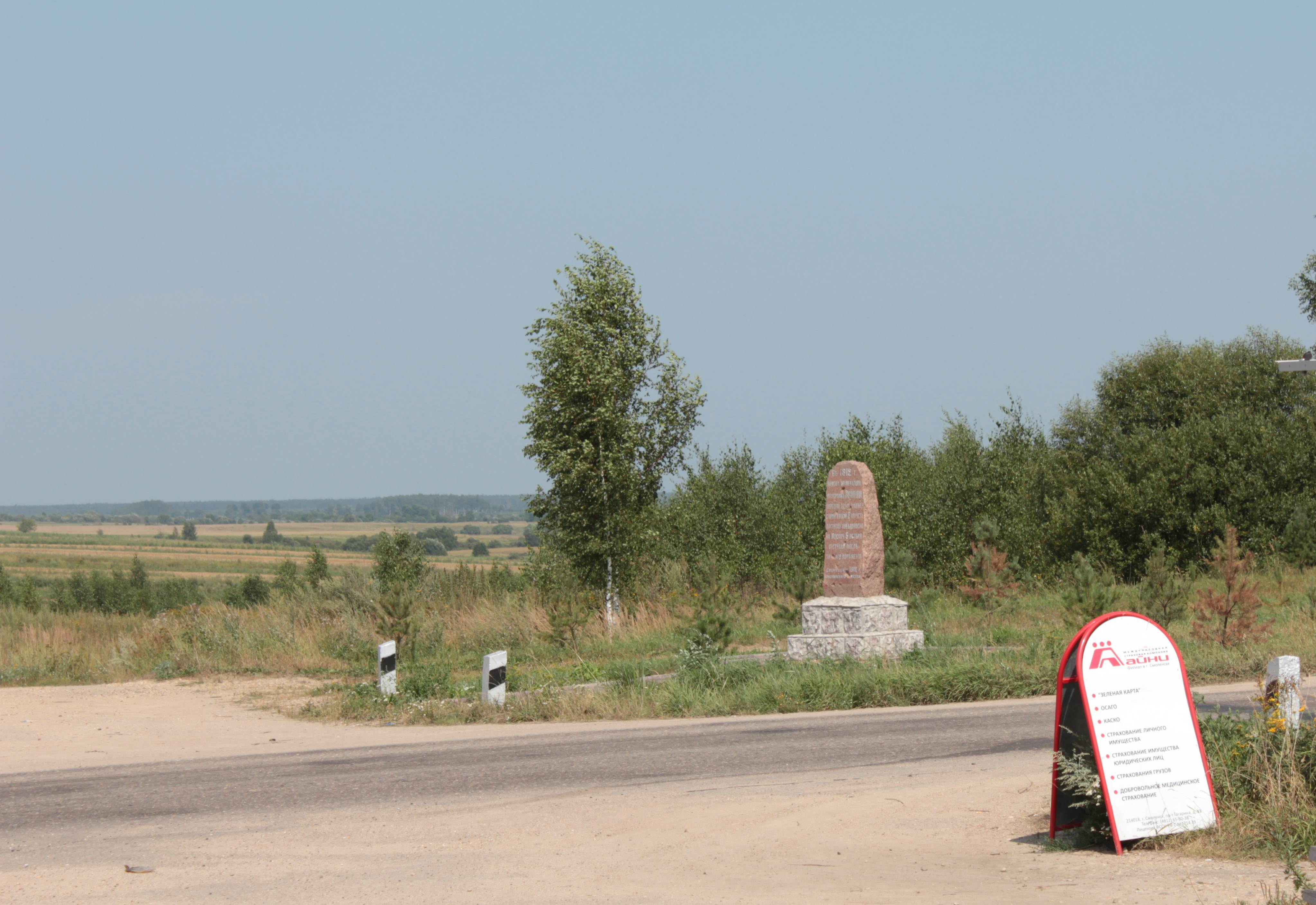
Ljady, Mahnmal 1812